# Murat Karayalçın
Murat Karayalçın (ur. 1943 w Samsunie) – turecki polityk, urzędnik i działacz spółdzielczy, burmistrz Ankary (1989–1993), lider Socjaldemokratycznej Partii Ludowej (SHP), deputowany, minister i wicepremier.

## Życiorys
W 1968 ukończył studia na wydziale nauk politycznych Uniwersytetu w Ankarze. Kształcił się również w Wielkiej Brytanii w zakresie ekonomii rozwoju. Pracował m.in. jako specjalista w Państwowej Organizacji Planowania, w latach 1978–1979 pełnił funkcję zastępcy podsekretarza stanu w ministerstwie obszarów wiejskich. Należał do założycieli Kent-Koop, regionalnego związku spółdzielni mieszkaniowych. Między 1981 a 1991 pełnił funkcje sekretarza ds. finansów, sekretarza generalnego i dyrektora generalnego tej organizacji. Od 1988 do 1993 kierował tureckim związkiem spółdzielni mieszkaniowych Türkkent.
Zaangażował się w działalność polityczną w ramach Socjaldemokratycznej Partii Ludowej. W latach 1989–1993 zajmował stanowisko burmistrza Ankary. W 1993 został przewodniczącym SHP, kierował tą formacją do 1995, kiedy to doszło do połączenia jej z Republikańską Partią Ludową (CHP) pod szyldem drugiego z tych ugrupowań. Od września 1993 do marca 1995 zajmował stanowiska wicepremiera i ministra stanu w rządzie Tansu Çiller. Od grudnia 1994 był w nim jednocześnie ministrem spraw zagranicznych. W 1995 uzyskał mandat posła do Wielkiego Zgromadzenia Narodowego Turcji.
W 1999 bez powodzenia ubiegał się o przywództwo w CHP. W 2002 współtworzył nowe ugrupowanie pod nazwą Sosyaldemokrat Halk Partisi. Pełnił funkcję jego przewodniczącego. Później powrócił do republikanów, w latach 2014–2015 kierował ich strukturami w prowincji Stambuł.